# La Chapelle-en-Lafaye
La Chapelle-en-Lafaye is een gemeente in het Franse departement Loire (regio Auvergne-Rhône-Alpes) en telt 113 inwoners (2005). De plaats maakt deel uit van het arrondissement Montbrison.

## Geografie
De oppervlakte van La Chapelle-en-Lafaye bedraagt 9,2 km², de bevolkingsdichtheid is 12,3 inwoners per km².
De onderstaande kaart toont de ligging van La Chapelle-en-Lafaye met de belangrijkste infrastructuur en aangrenzende gemeenten.

## Demografie
Onderstaande figuur toont het verloop van het inwonertal (bron: INSEE-tellingen).